# Club 31 de Octubre
Club 31 de Octubre – boliwijski klub piłkarski z siedzibą w mieście La Paz.

## Osiągnięcia
- 1966 – Wicemistrz Boliwii
- 1967 – Udział w Copa Libertadores

## Historia
Klub 31 de Octubre awansował do pierwszej ligi La Paz w 1960 roku. Do roku 1964 włącznie mistrzostwo ligi La Paz oznaczało jednocześnie mistrzostwo Boliwii. Od 1965 mistrza kraju wyłaniał turniej Nacional złożony z czołowych klubów najsilniejszych lig boliwijskich. Dlatego, gdy 31 de Octubre w 1966 roku zajął 2. miejsce w lidze, nie oznaczało to jeszcze tytułu wicemistrza Boliwii, a dawało jedynie prawo udziału w mistrzostwach Nacional. Tu jednak drużyna potwierdziła swą wartość, a zdobyte wicemistrzostwo Boliwii do dziś jest największym sukcesem w historii klubu. W 1973 roku klub zajął drugie miejsce w lidze La Paz i dzięki temu ponownie awansował do mistrzostw Nacional, plasując się ostatecznie na trzecim miejscu w Boliwii. Trzeci udział w ostatnim turnieju Nacional w 1975 roku był zupełnie nieudany - dopiero 6. miejsce.
W 1977 roku powstała ogólnonarodowa pierwsza liga boliwijska. Klub 31 de Octubre nie zakwalifikował się do niej i pozostał w lidze La Paz, która w tym momencie wraz z innymi ligami regionalnymi stała się odpowiednikiem drugiej ligi. W roku 1979 31 de Octubre wraz z innym klubem z La Paz Ferroviario z niejasnych przyczyny dołączyły do trzeciej fazy pierwszoligowych rozgrywek, otrzymując szansę gry o mistrzostwo Boliwii. Jak dotąd był to ostatni występ klubu 31 de Octubre na poziomie pierwszoligowym. Gdy w 1989 roku utworzono drugą ligę ogólnonarodową, liga La Paz spadła do roli ligi trzeciej. Obecnie de Octubre występuje dopiero w drugiej lidze (Primera B) ligi La Paz (czyli z perspektywy całej Boliwii - w czwartej lidze).